# Itaberá
Itaberá est une municipalité brésilienne de l'État de São Paulo et la Microrégion d'Itapeva.